# Maagzuurremmer
Een maagzuurremmer of kortweg zuurremmer is een groep geneesmiddelen die onder andere worden gebruikt bij pijnvermindering en versnelling van de genezing bij een ulcus van de maag (maagzweer) of het duodenum, dan wel om de recidiefkans te verminderen. Dit laatste kan op een drietal manieren, te weten verlaging van de zuurconcentratie (zuurremmers), versterking van het slijmvlies en door eradicatie (uitroeiing/vernietiging) van helicobacter pylori (antibiotica).
Zuurremmers zijn te verdelen in drie groepen, te weten:
- antacida - geneesmiddelen die zuur neutraliseren (carbonaten: Mg,Ca);
- H2-receptorantagonisten - remmen de zuurproductie (cimetidine, famotidine, nizatidine, ranitidine).
- protonpompremmers - blokkeren de zuurproductie door de protonpomp te deactiveren (omeprazol, lansoprazol, esomeprazol, pantoprazol en rabeprazol);

Vooral de laatstgenoemde groep wordt veel gebruikt. 
Zuurremmers zijn geïndiceerd bij:
- zweer van de maag of van de twaalfvingerige darm;
- gastritis;
- refluxklachten;
- dysplasie van het oesofagusslijmvlies door reflux;
- ter maagbescherming bij maagprikkelende geneesmiddelen (NSAID's of gebruik van corticosteroïden).
- misselijkheid t.g.v. een doorgemaakte virusinfectie in het maag-darmkanaal zoals het norovirus.

## Bijwerkingen
- Aluminiumhydroxide kan leiden tot het vormen van onoplosbare aluminiumfosfaatcomplexen, wat hypofosfatemie en osteomalacie kan veroorzaken. Hoewel aluminium niet snel wordt opgenomen in het bloed, kunnen er ophopingen ontstaan bij nierfalen. Aluminiumhoudende geneesmiddelen kunnen obstipatie veroorzaken.
- Magnesiumhydroxide werkt laxerend. Magnesiumophopingen ontstaan bij patiënten met nierfalen, wat tot hypermagnesiëmie leidt. Hypermagnesiëmie heeft cardiovasculaire en neurologische gevolgen.
- Gebruik van carbonaten kan in frequente hoge doseringen tot alkalose leiden. Alkalose kan weer een veranderde uitscheiding van andere geneesmiddelen en nierstenen veroorzaken. Een chemische reactie tussen carbonaat en zoutzuur levert (gasvormige) koolstofdioxide op. Het gas kan de maag laten opzwellen (distensie).
- Calciumzouten verhogen de hoeveelheid calcium in de urine en kan daardoor nierstenen veroorzaken. Calciumzouten kunnen daarnaast obstipatie veroorzaken.
- Natriumzouten: een verhoogde inname kan leiden tot hypertensie, hartfalen en verschillende nierziekten.

## Problemen bij een lagere maagzuurconcentratie
Een lagere maagzuurconcentratie vermindert het vermogen om voedsel te verteren. De enzymen in de maag, zoals chymosine en pepsine, werken juist optimaal bij de hoge concentratie maagzuur. Het vermogen om later in het verteringsstelsel sommige voedingsstoffen zoals ijzer en vitamine B op te nemen wordt ook aangetast. De lage pH (hoge concentratie zuur) van het maagzuur doodt normaal gesproken bacteriën. Het gebruik van een antacidum betekent dan ook dat de persoon gevoeliger wordt voor een infectie.